# Ken Sema
Ken Nlata Sema (* 30. September 1993 in Norrköping) ist ein schwedischer Fußballspieler, der aktuell beim FC Watford unter Vertrag steht.
Der Mittelfeldspieler nahm mit der schwedischen U-23-Auswahl an den Olympischen Spielen 2016 teil und debütierte 2017 in der A-Nationalmannschaft.

## Werdegang
Ebenso wie sein ebenfalls Fußball spielender Bruder Maic Sema kam Sema als Sohn kongolesischer Einwanderer in Schweden zur Welt. Er begann mit dem Fußballspielen beim IF Sylvia, den er jedoch bereits im Jugendbereich in Richtung IFK Norrköping verließ. Dort setzte er sich jedoch im Erwachsenenbereich nicht durch, so dass er 2013 wieder an seinem Heimatverein in die drittklassige Division 1 verliehen wurde. Anfang 2014 wechselte er in die zweitklassige Superettan, wo er bei Ljungskile SK einen Drei-Jahres-Vertrag unterzeichnete. Unter Trainer Tor-Arne Fredheim war er auf Anhieb Stammspieler und bestritt alle 30 Saisonspiele, in denen er sieben Tore erzielte. Am Ende der Zweitliga-Spielzeit 2014 belegte er mit der Mannschaft den dritten Tabellenplatz, durch zwei Niederlagen in der anschließenden Relegation gegen Gefle IF verpasste er jedoch den Erstligaaufstieg. Auch in der folgenden Spielzeit stand er in allen 30 Partien auf dem Platz, zum Erreichen des sechsten Tabellenplatzes trug er mit vier Saisontoren bei.
Im Januar 2016 wechselte Sema zum Erstligaaufsteiger Östersunds FK. Auch hier war er unter Trainer Graham Potter schnell Stammspieler und rückte in den Fokus der Verantwortlichen des Svenska Fotbollförbundet. In der Vorbereitung auf die Olympischen Sommerspiele in Rio de Janeiro debütierte er in der schwedischen Auswahlmannschaft für Olympia, wo er alle drei Turnierspiele bestritt. Nach einem Unentschieden und zwei Niederlagen in der Gruppenphase war das Turnier für die nordeuropäische Auswahl frühzeitig beendet. Durch die Turnierteilnahme hatte er einen Teil der Saison in der Allsvenskan verpasst und zeitweise seinen Stammplatz verloren. Dennoch nominierte ihn Nationaltrainer Janne Andersson für die Auftaktländerspiele 2017, wo er beim 6:0-Erfolg über die Slowakei in der A-Nationalmannschaft debütierte. Der weitere Saisonverlauf war ebenfalls für ihn erfolgreich, im Mai 2017 zog er mit seinem Klub ins Endspiel um den schwedischen Fußballpokal ein. Durch einen 4:1-Erfolg über IFK Norrköping durch Tore von Samuel Mensiro, Hosam Aiesh, Alhaji Gero und Saman Ghoddos bei einem Gegentreffer von Linus Wahlqvist gewann er den Titel, mit dem sich der Verein erstmals für den Europapokal qualifizierte. In der UEFA Europa League 2017/18 erreichte die Mannschaft anschließend nach Erfolgen über Galatasaray Istanbul und PAOK Thessaloniki die Gruppenphase.
Mit der schwedischen Auswahl erreichte er bei der Europameisterschaft 2021 das Achtelfinale, wo Schweden gegen die Ukraine ausschied.